# Невен Суботић
Невен Суботић (Бања Лука, 10. децембар 1988) јесте српски бивши фудбалер. Играо је на позицији одбрамбеног играча.

## Биографија
Родио се 1988. у Бањој Луци у српској породици пореклом из Прњавора. Породица се 1994. године преселила у немачки град Шемберг, а пет година касније, по истицању боравишне визе, у САД. Суботићева породица је једно време живела у Солт Лејк Ситију, а затим шест година на Флориди.
Невен Суботић је случајно упознао Кита Фока, помоћника тренера у репрезентацији САД до 17 година који га је позвао да дође на пробу. Од 2004. до 2006. је играо за тим Универзитета Јужне Флориде, те у младим репрезентацијама САД. Затим се вратио у Немачку да наступа за Мајнц 05. Дебитовао је за Мајнц у последњем колу сезоне 2006/07. против Бајерна. Мајнц је у тој сезони испао из Бундеслиге, након чега је Суботић у наредној сезони стандардно наступао за клуб у Другој Бундеслиги. У јуну 2008. године, на инсистирање Јиргена Клопа са којим је сарађивао у Мајнцу, Суботић је потписао уговор са Борусијом из Дортмунда.
У јануару 2018. се растао са Борусијом из Дортмунда, клуба у чијем дресу је одиграо 263 утакмице у свим такмичењима.  Освојио је две титуле првака Немачке и један Куп, а 2013. је био "стартер" у финалној утакмици Лиге шампиона против минхенског Бајерна (1:2). При крају свог боравка у Борусији је због разних повреда често одсуствовао са терена. Током јесењег дела сезоне 2017/18. је одиграо само три утакмице Бундеслиге и једну у Лиги шампиона, а слично је било и у сезони 2016/17, када је тек одласком у Келн на позајмицу дошао до прилике да поново заигра на високом нивоу.
Крајем јануара 2018. Суботић је потписао уговор са француским прволигашем Сент Етјеном. У екипи Сент Етјена је провео наредних годину и по дана и у том периоду је одиграо 42 првенствене утакмице на којима је постигао три гола. У јулу 2019. године се вратио у Немачку и потписао уговор са новим бундеслигашем Унион Берлином. Након једне сезоне је напустио Унион Берлин.
У септембру 2020. је потписао уговор са турским прволигашем Денизлиспором. Одиграо је само пет утакмица за овај клуб, након чега је 22. јануара 2021. раскинуо уговор због неисплаћених плата. Већ 1. фебруара исте године је потписао уговор са аустријским бундеслигашем Алтахом до краја сезоне.

## Репрезентација
Иако је могао да бира за коју ће репрезентацију наступати (Србија, САД или БиХ), одабрао је српску, за коју је дебитовао 28. марта 2009. у квалификационој утакмици за СП 2010. против Румуније у Констанци (победа Србије 3:2). Први гол у репрезентацији је постигао у истим квалификацијама у утакмици против Фарских острва 10. јуна 2009. године. Други гол у националном дресу је дао 5. јуна 2012. на пријатељској утакмици са Шведском.
У септембру 2013. поручио је тадашњем селектору Синиши Михајловићу да му је потребна пауза од националног тима и да хоће да се посвети обавезама у клубу. Након што је Дик Адвокат, тада нови селектор фудбалске репрезентације Србије, најавио састав играча за мечеве 1. и 2. кола квалификација за ЕУРО 2016, изјавио је да је Суботић вероватно завршио репрезентативну каријеру.
Суботић је у периоду од 2009. до 2013. године одиграо 36 утакмица за репрезентацију Србије.

### Голови за репрезентацију
| #  | Датум         | Место                   | Противник     | Гол | Резултат | Такмичење                                |
| -- | ------------- | ----------------------- | ------------- | --- | -------- | ---------------------------------------- |
| 1. | 10. јун 2009. | Торсхавн, Фарска Острва | Фарска Острва | 2-0 | 2-0      | Квалификације за Светско првенство 2010. |
| 2. | 5. јун 2012.  | Стокхолм, Шведска       | Шведска       | 1-1 | 1-2      | Пријатељска                              |

## Успеси
Борусија Дортмунд
- Бундеслига Немачке (2) : 2010/11, 2011/12.
- Куп Немачке (1) : 2011/12.
- Суперкуп Немачке (3) : 2008, 2013, 2014.
- Телеком куп Немачке (1) : 2011.
- Лига шампиона : финале 2012/13.